# Yper Museum
Het Yper Museum is een museum in de Belgische stad Ieper, gelegen in de Ieperse Lakenhallen.

## Toelichting
Het Yper Museum opende in 2018 officieel de deuren. De collectie focust voornamelijk op de middeleeuwse geschiedenis van de stad en de Westhoek. Toen beleefde Ieper namelijk een bloeiperiode, mede door de lakennijverheid. Daarbij werpt het multimediale parcours een blik op belangrijke thema's zoals het Beleg van Ieper, de pest en sociale ondersteuning.
Ook het verhaal van de Ieperse vestingen met onder andere het ontwerp van Vauban wordt in een animatiefilmpje toegelicht.
Daarnaast belicht het Yper Museum het oeuvre van drie vrouwelijke kunstenaressen: het kantwerk van Clara Francisca van Zuytpeene Lamotte, de schilderijen en pasteltekeningen van Louise De Hem en de fotografie van Léontine Permeke. Door die vrouwen op een voetstuk te zetten, biedt het Yper Museum een feministisch tegenwicht aan de overwegend mannelijke geschiedschrijving.
Tot slot toont het Yper Museum ook pronkstukken uit de recente geschiedenis, zoals een achtbaankevertje uit het attractiepark Bellewaerde.

## Blikvangers

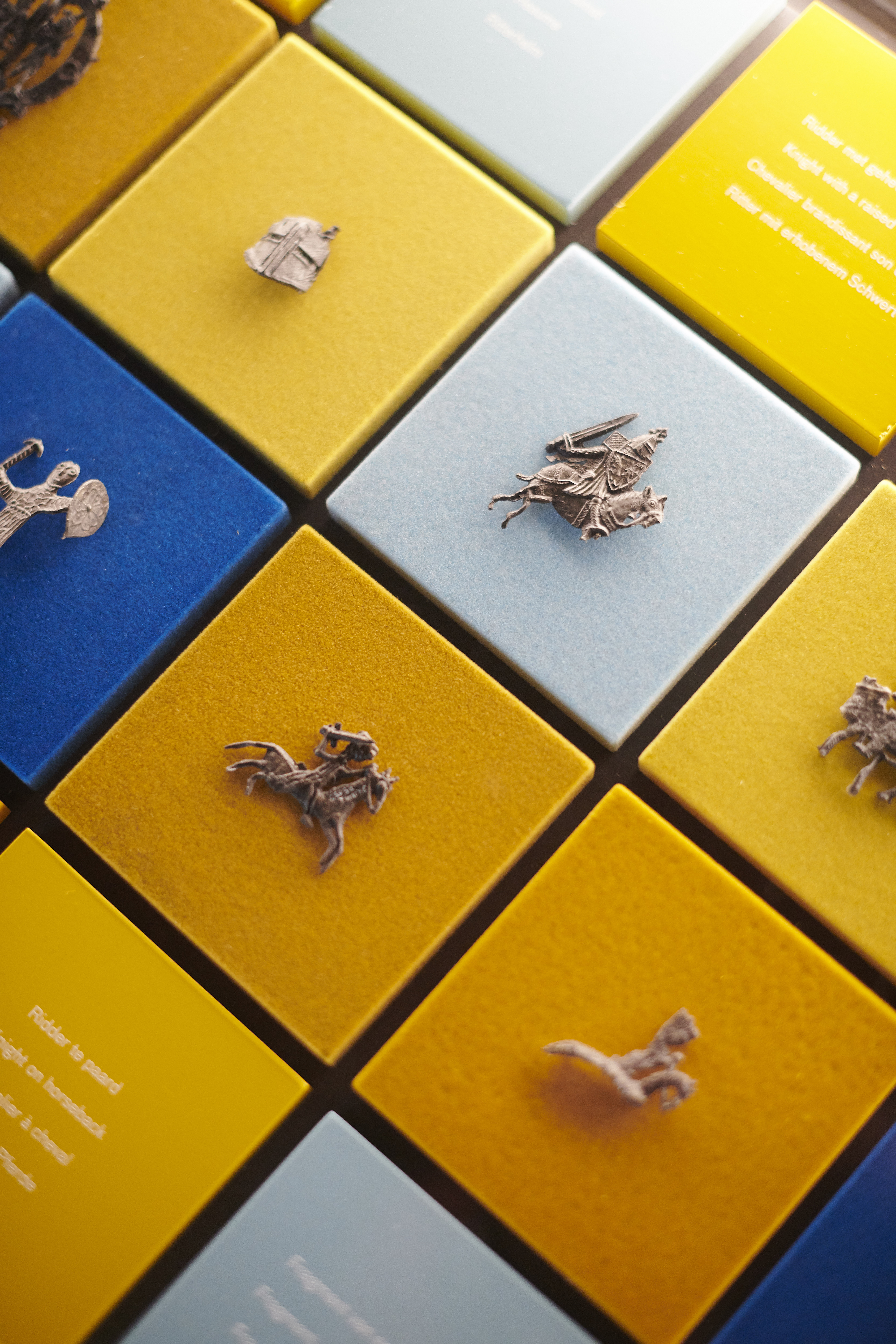
Een detailshot in het insignekabinet van het Yper Museum

Het Yper Museum stelt een volledig kabinet aan middeleeuwse insignes tentoon. Die kleine sieraden bestaan in uiteenlopende vormen en groottes. En ze representeren verschillende thematieken: heiligen, seksuele toespelingen of statussymbolen worden via een insigne uitgedrukt.
Vanaf de late twaalfde eeuw worden deze pins avant la lettre wijd verspreid in de Westerse wereld. De loodtinnen speldjes zijn dan ook een volks en goedkoop massaproduct.

## Onderscheiding
In 2019 won het Yper Museum de International Badges Award, in het kader van het Erasmus+ programma van de Europese Unie. In dit project gingen aan vijfde- en zesdeklassers aan de slag met de de processie van het Heilig Bloedrelikwie in Voormezele met een diepgaande reportage als resultaat. Het eindwerk is ook in het museum te zien.